# Caesalpinia mindorensis
Caesalpinia mindorensis är en ärtväxtart som först beskrevs av Elmer Drew Merrill, och fick sitt nu gällande namn av T.A. Hattink. Caesalpinia mindorensis ingår i släktet Caesalpinia och familjen ärtväxter. Inga underarter finns listade i Catalogue of Life.